# St. Martin (Obenhausen)

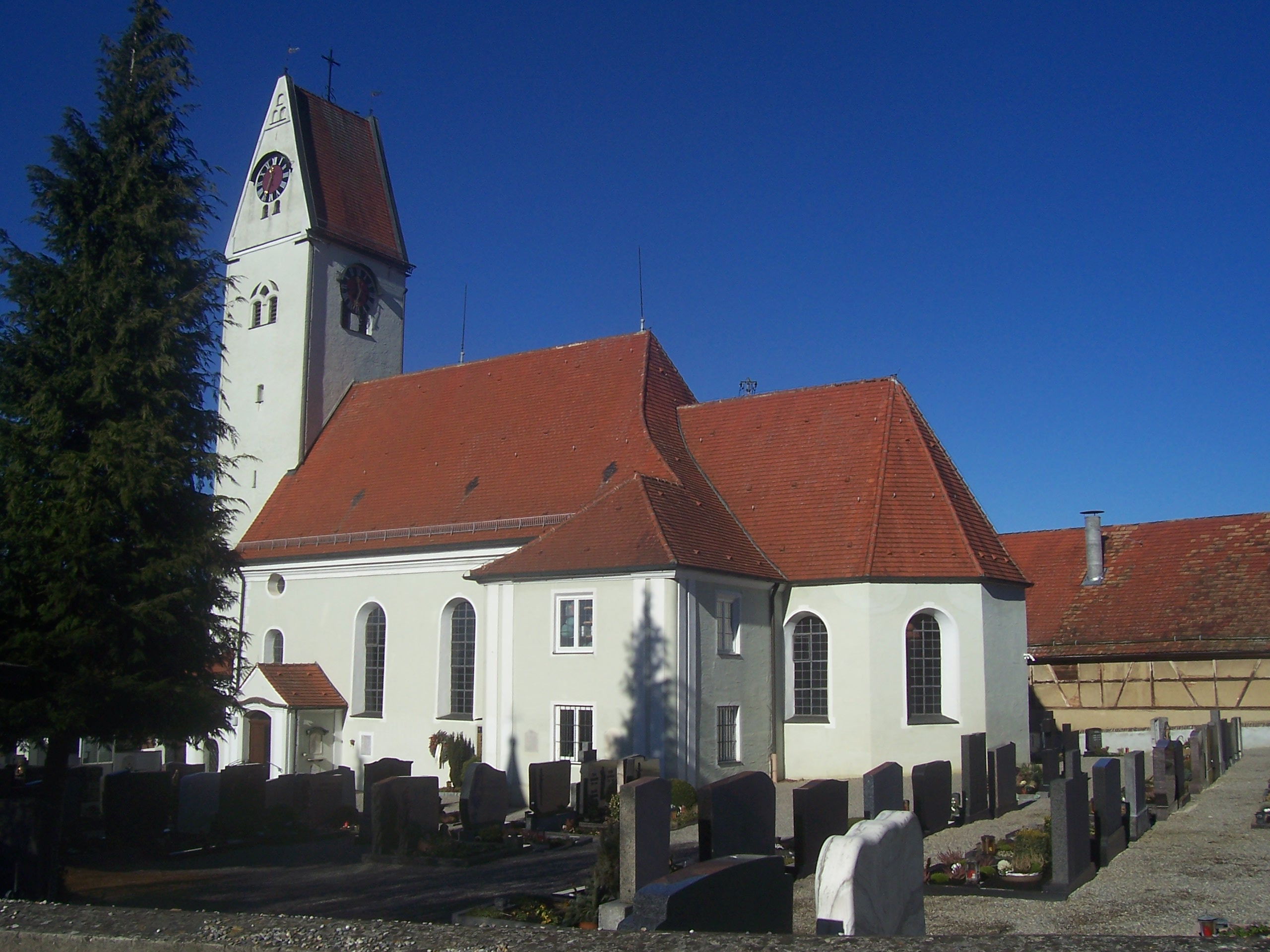
Kirche St. Martin in Obenhausen

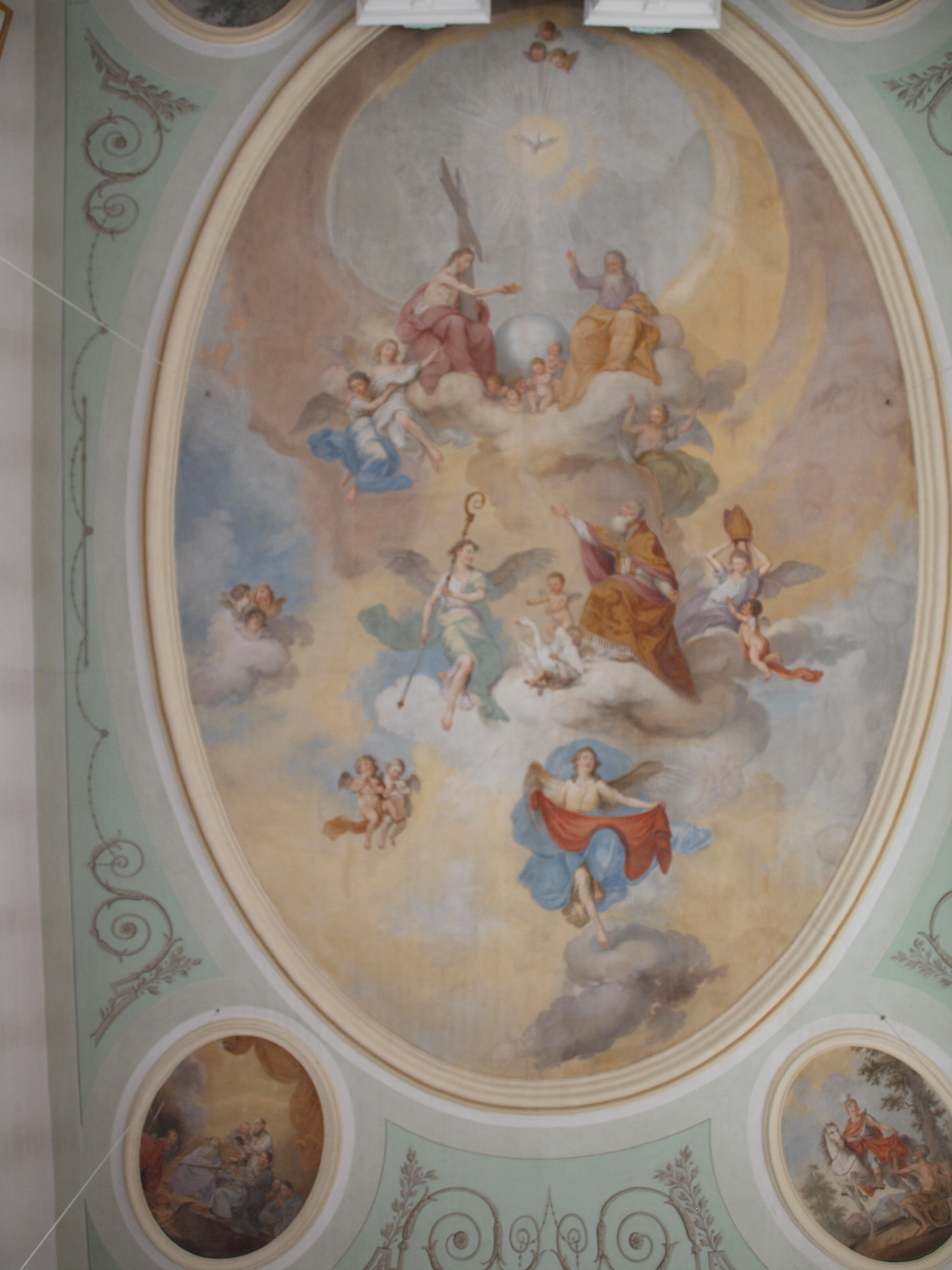
Deckenbild mit der Glorie des hl. Martin

Die katholische Pfarrkirche St. Martin steht in Obenhausen, einem Ortsteil der Marktgemeinde Buch in Schwaben. Sie gehört zur Pfarrei St. Martin im Bistum Augsburg.

## Architektur
Die ältesten Bauteile der Kirche sind der spätgotische Turm sowie der Kern des Chors aus dem frühen 16. Jahrhundert. Ein Neubau erfolgte 1803/04 im frühklassizistischen Stil; der Architekt war möglicherweise Johann Nepomuk Salzgeber. Das einschiffige flachgedeckte Langhaus hat eine Wandgliederung mit weit gestellten flachen Pilasterpaaren. Ein eingezogener dreiseitig geschlossener Chor mit einem gotischen Kreuzgratgewölbe im westlichen Teil und einer Spiegeldecke aus der Zeit um 1803 mit gleichzeitigem Stuck schließt sich an.

## Ausstattung
Im Inneren finden sich Fresken des Weißenhorner Malers Konrad Huber, die im Langhaus Szenen der Martinslegende sowie die Aufnahme des hl. Martin in den Himmel zeigen, im Chor eine Darstellung des Abendmahls. An der Südwand des Kirchenschiffes befindet sich ein spätgotisches Kruzifix, das wohl um 1520 in einer Werkstatt der Ulmer Schule entstanden ist.
Der Hochaltar aus der Zeit um 1900 wurde von Hans Hirsch aus älteren Teilen in neuklassizistischen Formen umgebaut. Die klassizistischen Seitenaltäre und die Stuckkanzel stammen aus der Zeit um 1800. Die Hauptbilder wurden von Johann Baptist Dollenbacher in der Mitte des 19. Jahrhunderts geschaffen.
Die Orgel ist ein Werk von G. F. Steinmeyer aus dem Jahr 1905 mit zehn Registern auf zwei Manualen und Pedal.

## Umgebung
Südlich der Kirche steht ein 1895 nach Plänen von Gabriel von Seidl durch Luitpold Gaiser erbautes Mausoleum für die Grafen von Moy de Sons. Der hohe, nach Norden in einer Säulenarkade geöffnete Mittelteil mit der Kapelle ist von einem geschweiften Giebel mit einem Muttergottesmosaik abgeschlossen; im Inneren befindet sich ein kreuzgratgewölbtes Joch mit einer kurzen tonnengewölbten Fortsetzung und einer anschließenden, innen halbrunden, außen dreiseitigen Apsis. Seitlich sind niedrigere, in Arkaden geöffnete Loggien mit Quertonnen angeordnet, Zwischen dem Ostflügel und der Apsis befindet sich ein runder Turm mit dem Zugang zur Gruft.